# Australisk spökuggla
Australisk spökuggla (Ninox boobook) är en fågel i familjen ugglor inom ordningen ugglefåglar.

## Utbredning och systematik
Australisk spökuggla delas här upp i åtta underarter med följande utbredning:
- N. b. moae – öarna Moa, Leti och Romang öster om Timor
- N. b. cinnamomina – Babaröarna öster om Timor
- N. b. remigialis - Kaiöarna
- N. b. pusilla – södra Nya Guinea
- N. b. ocellata – förekommer på Sawu i Små Sundaöarna, samt i Australien, utom på östra kusten
- N. b. halmaturina (inkluderas ofta i nominatformen[4] – Sawu i Små Sundaöarna samt Australien utom på östra kusten
- N. b. lurida – nordöstra Australien, i nordöstra Queensland mellan Cooktown och Paluma
- N. b. boobook – längs Australiens östra kust, från norra till södra Queensland

Systematiken för arten är dock omdiskuterad. Fram tills nyligen inkluderades arterna rote-, timor- och alorspökuggla i australisk spökuggla, och detta görs i viss utsträckning fortfarande. Vissa auktoriteter urskiljer även lurida som den egna arten "röd spökuggla". Tidigare behandlades australisk spökuggla som en del av Ninox novaeseelandiae.

## Status
IUCN kategoriserar arten som livskraftig, men inkluderar rote-, timor- och alorspökuggla i bedömningen.